# Гептатоника
Гептато́ника (от др.-греч. επτά — семь и др.-греч. τόνος — напряжение, натяжение, тон) — семиступенная интервальная система, имеющая, соответственно, семь ступеней лада внутри октавы.

## Общая характеристика
Традиционная музыка культур, использующих тоновые языки, имеют тенденцию использовать пентатонику, звуковой ряд которой разделён на 20—22 микротона, а в музыке культур с нетоновыми языками — гептатонику, звуковой ряд которой делится на 12 полутонов.
Некоторые гептатонические гаммы в западной, римской, испанской, венгерской и греческой музыке могут быть проанализированы через сопоставление тетрахордов. Например, все натуральные лады изначально были построены из тетрахордов прямым слиянием (последняя ступень первого есть первая ступень второго), либо через тон, либо с добавлением тона после двух тетрахордов.
Гептатонические лады так или иначе всегда содержат полутон и определены с точностью до него, поэтому их построение в рамках микрохроматики и ангемитоники (без полутоновых тяготений) невозможно.

## Диатоника
Диатоника — семиступенная интервальная система, все звуки которой могут быть расположены по чистым квинтам и/или квартам, например: фа — до — соль — ре — ля — ми — си (см. Квинтовый круг). В западной музыке существует семь таких гамм, они широко известны как натуральные лады (ионийский, дорийский, фригийский, лидийский, миксолидийский, эолийский и локрийский). Их строение (восходящую и нисходящую формы) можно представить следующим наглядным способом:
| Восходящая форма | Восходящая форма | Восходящая форма | Восходящая форма | Восходящая форма | Восходящая форма | Восходящая форма | Восходящая форма | Нисходящая форма | Нисходящая форма | Нисходящая форма | Нисходящая форма | Нисходящая форма | Нисходящая форма | Нисходящая форма | Нисходящая форма |
| Ионийский        | 1                | 1                | 0,5              | 1                | 1                | 1                | 0,5              | Ионийский        | 0,5              | 1                | 1                | 1                | 0,5              | 1                | 1                |
| Дорийский        | 1                | 0,5              | 1                | 1                | 1                | 0,5              | 1                | Дорийский        | 1                | 0,5              | 1                | 1                | 1                | 0,5              | 1                |
| Фригийский       | 0,5              | 1                | 1                | 1                | 0,5              | 1                | 1                | Фригийский       | 1                | 1                | 0,5              | 1                | 1                | 1                | 0,5              |
| Лидийский        | 1                | 1                | 1                | 0,5              | 1                | 1                | 0,5              | Лидийский        | 0,5              | 1                | 1                | 0,5              | 1                | 1                | 1                |
| Миксолидийский   | 1                | 1                | 0,5              | 1                | 1                | 0,5              | 1                | Миксолидийский   | 1                | 0,5              | 1                | 1                | 0,5              | 1                | 1                |
| Эолийский        | 1                | 0,5              | 1                | 1                | 0,5              | 1                | 1                | Эолийский        | 1                | 1                | 0,5              | 1                | 1                | 0,5              | 1                |
| Локрийский       | 0,5              | 1                | 1                | 0,5              | 1                | 1                | 1                | Локрийский       | 1                | 1                | 1                | 0,5              | 1                | 1                | 0,5              |

Сюда же относятся натуральные минор и мажор, так как их строение соответствует эолийскому и ионийскому ладам от разных тоник.
Последовательность интервалов нисходящей и восходящей форм зеркальны и изменяются соответственно направлению (кроме достаточно устойчивого дорийского, который переходит сам в себя, — не зря он был вытеснен из частого употребления мажором и минором самым последним).

## Миксодиатоника
Миксодиатоника — семиступенная интервальная система, состоящая из «сросшихся» друг с другом диатонических полихордов (тетрахордов, трихордов, пентахордов и т. д.). Получившиеся звукоряды перестают быть диатоническими, но, однако, содержат слишком мало следующих друг за другом полутонов, чтобы отнести их к хроматике. К миксодиатонике относятся также мелодические минор и мажор и многие семиступенные лады, которые часто встречаются в музыке разных народов (напр., подгалянский лад, представляющий собой смешение лидийского и миксолидийского ладов, фригоионийский, ионийско-эолийский и прочие).

### Мелодический минор
Мелодический минор состоит из двух частей — восходящей и нисходящей. Последняя никак не изменена, а значит, диатонична. В восходящей же форме повышены VI и VII ступени, потому она диатонической уже не является, её строение имеет вид:
| Мелодический минор | 1 | 0,5 | 1 | 1 | 1 | 1 | 0,5 |

Более того, при анализе восходящей формы мелодического минора выясняется, что она представляет собой смешение эолийского лада с ионийским (эолийско-ионийский).

### Мелодический мажор
Мелодический мажор также состоит из двух частей — восходящей и нисходящей. Но, в отличие от мелодического минора, здесь изменённой является нисходящая, в которой понижены VI и VII ступени мажора (то есть II и III ст. нисходящего звукоряда), что и делает её недиатонической:
| Мелодический мажор | 1 | 1 | 0,5 | 1 | 0,5 | 1 | 1 |

Интересно, что аналогичный интервальный ряд получается при смешении фригийского и ионийского ладов (то есть, ввиду симметрии ряда, мелодический мажор представляет собой фригоионийский лад).

## Хроматика
Хроматика — полутоновая интервальная система. Обычно, к хроматическим ладам относятся лишь те, в которых между ступенями есть хотя бы 3 полутона подряд. Однако, если хотя бы один из них обособлен, то такие лады уже относятся к гемиольным (см. далее) с приоритетом к имеющемуся полуторатону.
Обычно, под хроматикой понимается, прежде всего, отступление от диатоники (и тональности), самостоятельно же хроматика применяется, в основном, в 12-тоновой музыке (напр, додекафонии). Семиступенные (то есть гептатонические) хроматические лады используются крайне редко. Это объясняется ограниченностью построения, ведь в гептатонике присутствуют всего лишь 7 интервалов, только 6 из которых могут быть полутонами.
Их количество нетрудно посчитать. Если строить лады без "обособленных" полутонов, начиная с 3 полутонов подряд, то мы получим в результате {\displaystyle 7\cdot 4+7\cdot 3+7\cdot 2+7=70} ладов. Также несложно установить, что с обособленными полутонами или с парой полутонов получается ещё {\displaystyle 119} ладов, то есть всего их {\displaystyle 70+119=189.} В качестве примера можно привести и такой лад:{\displaystyle \{0,5|0,5|0,5|1,5|0,5|0,5|{\text{ }}2\}.}
Хроматическими являются шесть раг мелакарты (см. далее):
- Салагам[англ.] {\displaystyle (\{0,5|0,5|{\text{ }}2|0,5|0,5|0,5|1,5\});}
- Гавамбходи[англ.] {\displaystyle (\{0,5|{\text{ }}1|1,5|0,5|0,5|0,5|1,5\});}
- Дхаваламбари[англ.] {\displaystyle (\{0,5|1,5|{\text{ }}1|0,5|0,5|0,5|1,5\});}
- Шамаланги[англ.] {\displaystyle (\{{\text{ }}1|0,5|1,5|0,5|0,5|0,5|1,5\});}
- Кантамани[англ.] {\displaystyle (\{{\text{ }}1|{\text{ }}1|{\text{ }}1|0,5|0,5|0,5|1,5\});}
- Сушаритра[англ.] {\displaystyle (\{1,5|0,5|{\text{ }}1|0,5|0,5|0,5|1,5\}).}

## Гемиолика
Гемиолика — полуторатоновая интервальная система, содержащая хотя бы один полуторатон. К гемиольным ладам относятся также гармонические минор и мажор и многие семиступенные лады, которые часто встречаются в музыке разных народов (напр., цыганский лад, гуцульский, некоторые лады индийской системы тхат — пурва, тоди, бхайрав и марва). В отличие от миксодиатоники, гемиольные лады были такими изначально, они не образованы смешением других ладов.

### Гармонический минор
Звукоряд гармонического минора отличается от натурального повышенной VII ступенью. Таким образом, последовательность интервалов в нём принимает вид:
| Гармонический минор | 1 | 0,5 | 1 | 1 | 0,5 | 1,5 | 0,5 |

### Гармонический мажор
Звукоряд гармонического мажора отличается от натурального пониженной VI ступенью. Последовательность интервалов в нём принимает вид:
| Гармонический мажор | 1 | 1 | 0,5 | 1 | 0,5 | 1,5 | 0,5 |

Как видно, гармонические минор и мажор в своих последовательностях имеют общие (одинаковые) 3 интервала — это и есть гармоническая часть, формирующая их характерные интервалы.

## Мелакарта
Мелакарта — это система фундаментальных ладов (раг) в карнатакской (южно-индийской) классической музыке. Из раг мелакарты получаются другие раги. Сами раги мелакарты имеют схожее строение: I ст. — всегда нота до (санскр. षड्ज, саджа, сокр. Sa или S), II ст. — ре-бемоль, ре или ре-диез (санскр. ऋषभ, ришабха, сокр. Ri или R), III ст. — ре, ми-бемоль или ми (санскр. गान्धार, гандхара, сокр. Ga или G), IV ст. — фа или фа-диез (санскр. मध्यम, мадхьяма, сокр. Ma или M), V ст. — всегда нота соль (санскр. पञ्चम, панчама, сокр. Pa или P), VI ст. — ля-бемоль, ля или ля-диез (санскр. धैवत, дхаивата, сокр. Dha или D), VII ст. — ля, си-бемоль или си (санскр. निषाद, нишада, сокр. Ni или N). Таким образом, формируются 72 раги мелакарты, каждая из которых имеет своё название и строение (ноты в них не повторяются). В следующей таблице представлено соответствие некоторых раг известным гептатоникам от ноты до (так как она всегда первая):
| Название (рус. транслит.) | Строение | Строение | Строение | Строение | Строение | Строение | Строение | Соответствие                               |
| ------------------------- | -------- | -------- | -------- | -------- | -------- | -------- | -------- | ------------------------------------------ |
| Хануматоди                | 0,5      | 1        | 1        | 1        | 0,5      | 1        | 1        | Фригийский                                 |
| Натакаприя                | 0,5      | 1        | 1        | 1        | 1        | 0,5      | 1        | Фригийский с повышенной VI ст.             |
| Кокилаприя                | 0,5      | 1        | 1        | 1        | 1        | 1        | 0,5      | Неаполитанский мажор                       |
| Маямалавагоула            | 0,5      | 1,5      | 0,5      | 1        | 0,5      | 1,5      | 0,5      | Цыганская мажорная гамма                   |
| Натабхаирави              | 1        | 0,5      | 1        | 1        | 0,5      | 1        | 1        | Эолийский                                  |
| Кееравани                 | 1        | 0,5      | 1        | 1        | 0,5      | 1,5      | 0,5      | Гармонический минор                        |
| Кхарахараприя             | 1        | 0,5      | 1        | 1        | 1        | 0,5      | 1        | Дорийский                                  |
| Гоуриманохари             | 1        | 0,5      | 1        | 1        | 1        | 1        | 0,5      | Восход. часть мелодического минора         |
| Чарукеси                  | 1        | 1        | 0,5      | 1        | 0,5      | 1        | 1        | Нисход. часть мелодического мажора (симм.) |
| Сарасанги                 | 1        | 1        | 0,5      | 1        | 0,5      | 1,5      | 0,5      | Гармонический мажор                        |
| Харикамбкожи              | 1        | 1        | 0,5      | 1        | 1        | 0,5      | 1        | Миксолидийский                             |
| Дхеерашанкарабхаранам     | 1        | 1        | 0,5      | 1        | 1        | 1        | 0,5      | Ионийский                                  |
| Симхендрамадхямам         | 1        | 0,5      | 1,5      | 0,5      | 0,5      | 1,5      | 0,5      | Цыганская минорная гамма                   |
| Хемавати                  | 1        | 0,5      | 1,5      | 0,5      | 1        | 0,5      | 1        | Гуцульский                                 |

## Тхаат
Тхаат (таа́т или тхат) — аналог лада в индийской классической музыке традиции Хиндустани. Выделяют 10 основных тхаатов (см. изображение снизу).

Теперь можно классифицировать тхаты и найти их соответствия в западной музыке:
| Тхат     | Интервальный ряд | Интервальный ряд | Интервальный ряд | Интервальный ряд | Интервальный ряд | Интервальный ряд | Интервальный ряд | Классификация                        | Соответствие             |
| -------- | ---------------- | ---------------- | ---------------- | ---------------- | ---------------- | ---------------- | ---------------- | ------------------------------------ | ------------------------ |
| Билавал  | 1                | 1                | 0,5              | 1                | 1                | 1                | 0,5              | диатонический                        | Ионийский                |
| Кхамадж  | 1                | 1                | 0,5              | 1                | 1                | 0,5              | 1                | диатонический                        | Миксолидийский           |
| Кафи     | 1                | 0,5              | 1                | 1                | 1                | 0,5              | 1                | диатонический                        | Дорийский                |
| Асавари  | 1                | 0,5              | 1                | 1                | 0,5              | 1                | 1                | диатонический                        | Эолийский                |
| Бхайрави | 0,5              | 1                | 1                | 1                | 0,5              | 1                | 1                | диатонический                        | Фригийский               |
| Кальян   | 1                | 1                | 1                | 0,5              | 1                | 1                | 0,5              | диатонический                        | Лидийский                |
| Бхайрав  | 0,5              | 1,5              | 0,5              | 1                | 0,5              | 1,5              | 0,5              | гемиольный                           | Цыганская мажорная гамма |
| Марва    | 0,5              | 1,5              | 1                | 0,5              | 1                | 1                | 0,5              | гемиольный                           | -                        |
| Пурва    | 0,5              | 1,5              | 1                | 0,5              | 0,5              | 1,5              | 0,5              | гемиольный (возможно, хроматический) | -                        |
| Тоди     | 0,5              | 1                | 1,5              | 0,5              | 0,5              | 1,5              | 0,5              | гемиольный (возможно, хроматический) | -                        |

## Другие гептатоники
Если в диатонических ладах между двумя полутонами есть 2 или 3 тона, то теоретически возможно сформировать другие лады, в которых полутоны будут расположены через 1 тон (или 4), либо следовать друг за другом (0 или 5 тонов). Первые в англоязычной литературе именуются как «Heptatonia secunda», а вторые  — «Heptatonia tertia»:
| Heptatonia secunda | Heptatonia secunda | Heptatonia secunda | Heptatonia secunda | Heptatonia secunda | Heptatonia secunda | Heptatonia secunda | Heptatonia secunda | Heptatonia tertia | Heptatonia tertia | Heptatonia tertia | Heptatonia tertia | Heptatonia tertia | Heptatonia tertia | Heptatonia tertia | Heptatonia tertia |
| I.                 | 1                  | 0,5                | 1                  | 1                  | 1                  | 1                  | 0,5                | I.                | 0,5               | 1                 | 1                 | 1                 | 1                 | 1                 | 0,5               |
| II.                | 0,5                | 1                  | 1                  | 1                  | 1                  | 0,5                | 1                  | II.               | 1                 | 1                 | 1                 | 1                 | 1                 | 0,5               | 0,5               |
| III.               | 1                  | 1                  | 1                  | 1                  | 0,5                | 1                  | 0,5                | III.              | 1                 | 1                 | 1                 | 1                 | 0,5               | 0,5               | 1                 |
| IV.                | 1                  | 1                  | 1                  | 0,5                | 1                  | 0,5                | 1                  | IV.               | 1                 | 1                 | 1                 | 0,5               | 0,5               | 1                 | 1                 |
| V.                 | 1                  | 1                  | 0,5                | 1                  | 0,5                | 1                  | 1                  | V.                | 1                 | 1                 | 0,5               | 0,5               | 1                 | 1                 | 1                 |
| VI.                | 1                  | 0,5                | 1                  | 0,5                | 1                  | 1                  | 1                  | VI.               | 1                 | 0,5               | 0,5               | 1                 | 1                 | 1                 | 1                 |
| VII.               | 0,5                | 1                  | 0,5                | 1                  | 1                  | 1                  | 1                  | VII.              | 0,5               | 0,5               | 1                 | 1                 | 1                 | 1                 | 1                 |

Получившиеся лады диатоническими, хроматическими или гемиольными не являются и на практике встречаются достаточно редко. Однако, некоторые из них имеют свои названия. В основном, это лады группы «Heptatonia secunda»: I. — восходящая часть мелодического минора; II. — фригийский с повышенной VI ст.; III. — лидийский с повышенной V. ст.; IV. — акустический (acoustic) или лидийский доминантовый лад (lydian dominant scale), а также гуральский лад; V. — мажорно-минорный (major minor scale); VI. — полууменьшённый; VII. — альтерированный лад.
Из группы «Heptatonia tertia» достаточно известен лишь лад I. — неаполитанский мажор.